# 尻別岳
尻別岳（しりべつだけ）は、北海道喜茂別町、留寿都村、真狩村にまたがる第四紀火山である。標高は1107.27m、二等三角点（点名「後別岳」）の山である。アイヌの人々はピンネシリ（雄岳）と呼び、当時の入植者は前方羊蹄山と呼んだ。南側山麓の橇負山（枝脈）にはルスツリゾートが広がる。

## 特徴
約13万～5万年前に活動した火山であり、地質は安山岩～デイサイト質からなる。火山体は大きく分けて、西開き馬蹄形地形が特徴的な西尻別火山体と、現在の山頂部にあたる円錐形の東尻別火山体に分けられる。
火山活動として、約13万年前 (Km-2)と7万年前 (Km-1)にデイサイト質マグマによる火砕流を伴う爆発的な噴火が発生。尻別テフラ・喜茂別火砕流が噴出し、山麓に火砕流台地を形成した。この2回の噴火の合計噴出量は10km3以下と推定される。その後、7万年前ごろに東尻別火山体が、6万年前ごろに西尻別火山体が形成される。5～6万年前ごろに西尻別火山体が崩壊し留寿都岩屑なだれが発生、西方に向かって10kmの範囲に崩壊物質が流れ下った。その際に形成された流れ山の一つが軍人山である。この時崩壊した山体の体積は1-2 km3と推定されている。山体崩壊後から約5万年前にかけて、馬蹄形地形縁中央部に溶岩ドームが形成された。完新世における噴火は認められない。

## 登山ルート
南側から登る留寿都コース、北から登る喜茂別コースがある。共に所要時間は2時間程度

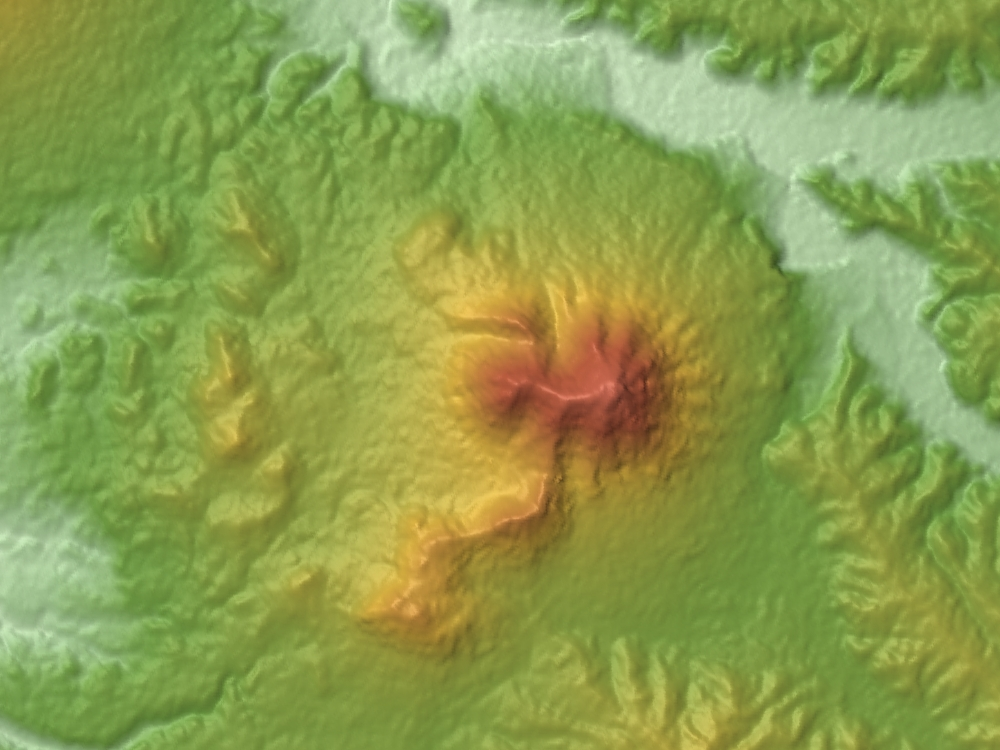
尻別岳の地形図
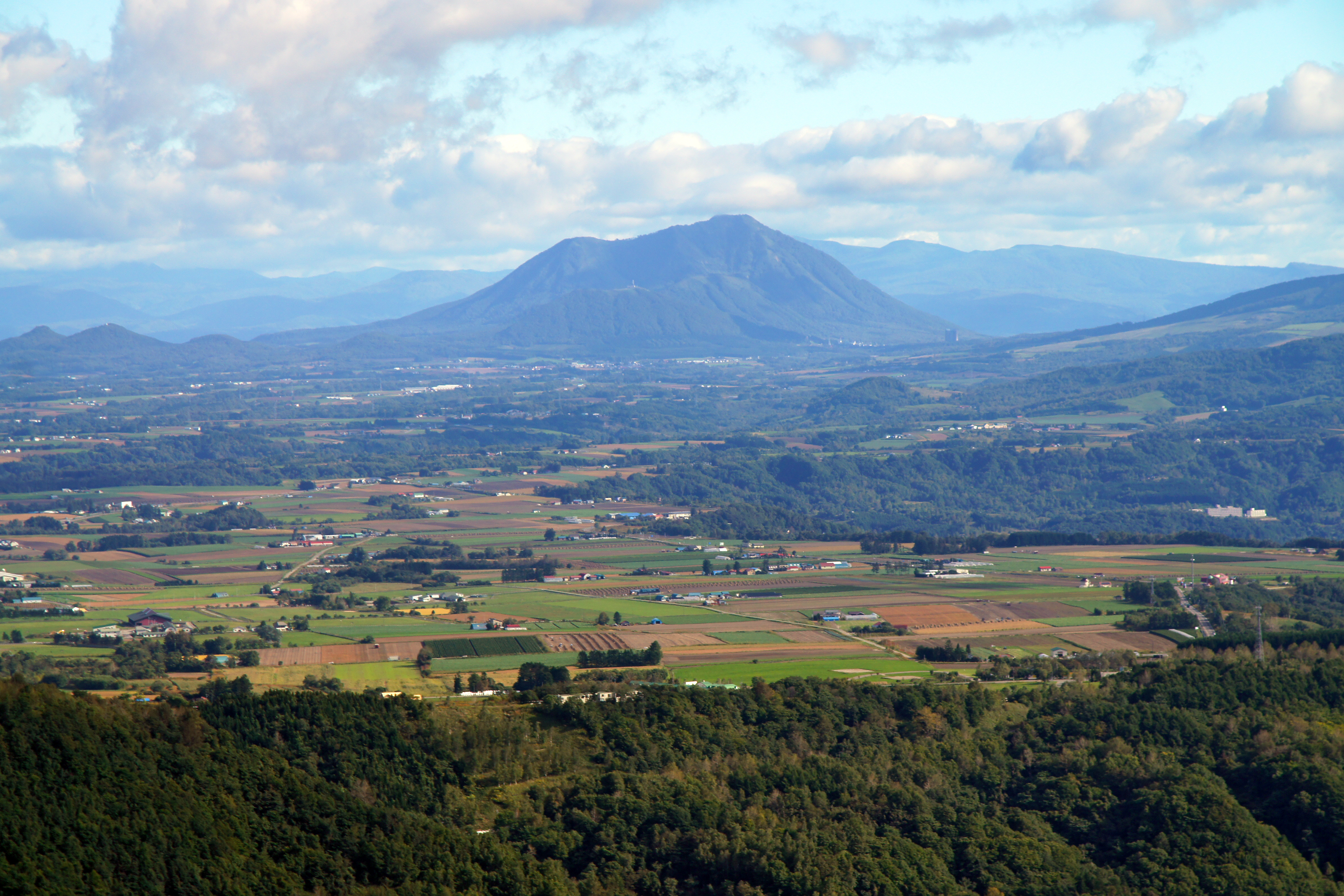
ポロモイ山から望む尻別岳
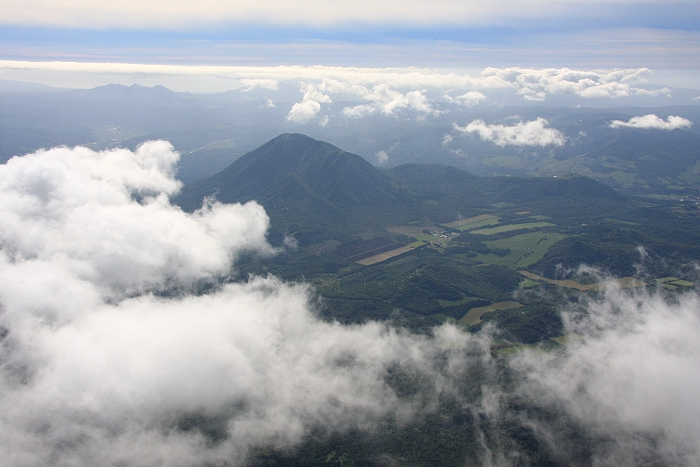
羊蹄山より俯瞰する尻別岳

## 近隣の山
- 羊蹄山（1,898m）
- ポロモイ山（625m）
- 貫気別山（904m）
- 喜茂別岳（1,177m）
- 橇負山（715m）
- 軍人山（561.2m）